# Reality (álbum de David Bowie)
Reality es el vigésimotercer álbum de estudio del músico y compositor británico David Bowie. Fue lanzado el 15 de septiembre de 2003 bajo su sello Iso Records, en conjunto con Columbia Records.

## Grabación y producción
Bowie comenzó a escribir las canciones para Reality mientras terminaba la producción de su álbum anterior Heathen. Una de las canciones que escribió rápidamente fue "Fall Dog Bombs the Moon" escrita en 30 minutos. Otra canción, como "Bring Me the Disco King", era una canción que Bowie había probado en los años 70 y que había intentado grabar nuevamente para Black Tie White Noise de 1993, y para Earthling de 1997. El álbum fue grabado y producido en los Looking Glass Studios de Nueva York y coproducido por Bowie y Tony Visconti. Bowie escribió cuatro o cinco canciones en el estudio de su casa antes de entrar al Looking Glass. Bowie y Visconti tomaron esas pistas y las trabajaron en aproximadamente 7 canciones, antes de añadir overdubs como guitarras rítmicas y teclados. Según Visconti, durante esta parte del proceso se encargaron de grabar las cosas correctamente, diciendo "Casi no rehicimos nada. Siempre grabo las cosas cuidadosamente la primera vez, porque sé que no las vamos a rehacer, así que muchas de las partes de las demos terminaron en la versión final". Luego tomaron "un breve descanso" durante el cual Bowie escribió algunas canciones más, y luego comenzaron el proceso de overdubs nuevamente con ese nuevo material. Consiste principalmente en composiciones originales, el álbum también incluye dos canciones escritas por otros, "Pablo Picasso" originalmente grabada por The Modern Lovers, y "Try Some, Buy Some" de George Harrison. Estas dos pistas fueron originalmente programadas para la secuela de Pin Ups nunca grabada de Bowie de principios de la década de 1970. Bowie y Visconti produjeron, tanto el estéreo como la mezcla 5.1, en el estudio mientras se grababa el álbum. De la mezcla 5.1, Visconti dijo: "Mi enfoque en el 5.1 es involucrarme en conseguir que los instrumentos se envuelvan alrededor de ti en lugar de frente a ti. En lugar de ponerte en el asiento de la audiencia, realmente te puse en la banda, y eso es lo que hice con Reality. Además, puse un poco de la voz en los altavoces traseros para crear espacio nuevamente".
Bowie generalmente grababa su voz para las canciones en solo una o dos tomas. Visconti comentó que Bowie había dejado de fumar recientemente y, como resultado, "ha recuperado parte de su rango alto. Había perdido al menos cinco semitonos, y ahora ha recuperado la mayoría de ellos. Quiero decir, en los viejos tiempos solía canta "Life on Mars?" en la clave de C. Ahora tiene que cantarla en la clave de G."

## Título del álbum
Bowie eligió "Reality" como título del álbum porque, "siento que la realidad se ha convertido en algo abstracto para muchas personas en los últimos 20 años. Las cosas que consideraban como verdades parecen haberse derretido, y es casi como si nosotros estuviésemos pensando posfilosóficamente ahora. Ya no hay nada en lo que confiar. Sin conocimiento, solo con la interpretación de aquellos hechos con los que parecemos estar inundados diariamente. El conocimiento parece haberse quedado atrás y hay una sensación de que estamos a la deriva en el mar. No hay nada más a lo que aferrarse, y por supuesto las circunstancias políticas simplemente empujan ese bote más allá.

## Recepción y crítica
Una crítica contemporánea del álbum por la BBC lo llamó "un álbum apropiado, con un comienzo, un medio y un final. Es directo, cálido, emocionalmente honesto, incluso el exceso de simplicidad musical, agradablemente engañosa, permite a la ironía del concepto central - que ya no existe algo como la realidad - una oportunidad para desarrollarse. También es bastante animado y convincente". La misma crítica llamó a este y a otro álbum suyo anterior, Earthling, "el mejor álbum de Bowie desde Scary Monsters".

## Lanzamiento
Durante el período promocional, el álbum fue lanzado en una variedad de formatos. El lanzamiento estándar fue una versión en CD en una jewel case, seguida del lanzamiento del CD con otro CD adicional con tres pistas en formato digipak, así como una versión de edición limitada europea en formato de carpeta [gatefold] con un CD adicional de ocho pistas. El álbum fue lanzado como un SACD híbrido multicanal, y luego reeditado con un DVD extra en vivo grabado en Londres.

## Actuaciones en vivo
Bowie llevó al álbum de gira en su 'A Reality Tour' en el 2003 y 2004 en lo que originalmente se planeó que fuera una gira de 7 meses.

## Lista de canciones
Todas las canciones escritas por David Bowie, excepto donde se indique.

| N.º | Título                                 | Duración |  |
| 1.  | «New Killer Star»                      | 4:40     |  |
| 2.  | «Pablo Picasso» (Jonathan Richman)     | 4:06     |  |
| 3.  | «Never Get Old»                        | 4:25     |  |
| 4.  | «The Loneliest Guy»                    | 4:11     |  |
| 5.  | «Looking for Water»                    | 3:28     |  |
| 6.  | «She'll Drive the Big Car»             | 4:35     |  |
| 7.  | «Days»                                 | 3:19     |  |
| 8.  | «Fall Dog Bombs the Moon»              | 4:04     |  |
| 9.  | «Try Some, Buy Some» (George Harrison) | 4:24     |  |
| 10. | «Reality»                              | 4:23     |  |
| 11. | «Bring Me the Disco King»              | 7:45     |  |

#### Pistas adicionales en edición Europea
| N.º | Título                                   | Escritor(es)                               | Duración |  |
| 1.  | «Waterloo Sunset»                        | Ray Davies                                 | 3:28     |  |
| 2.  | «Fly»                                    |                                            | 4:10     |  |
| 3.  | «Queen of All the Tarts (Overture)»      |                                            | 2:53     |  |
| 4.  | «Rebel Rebel» (Regrabación del 2002)     |                                            | 3:10     |  |
| 5.  | «Love Missile F1 Eleven»                 | Martin Degville, Tony James, Neal Whitmore | 4:15     |  |
| 6.  | «Rebel Never Gets Old» (Radio Mix)       |                                            | 3:27     |  |
| 7.  | «Rebel Never Gets Old» (7th Heaven edit) |                                            | 4:19     |  |
| 8.  | «Rebel Never Gets Old» (7th Heaven mix)  |                                            | 7:23     |  |

#### Edición limitada de gira en DVD
El DVD presenta un concierto promocional donde todo el álbum es tocado en vivo canción por canción. Fue grabado en los Riverside Studios, Hammersmith, Londres el 8 de septiembre de 2003. En la reedición canadiense, el DVD en vivo fue reducido a solo cinco canciones.

#### Edición DualDisc
Inicialmente, se lanzó una edición DualDisc en las regiones de Boston y Seattle de los EE. UU. El lado del CD contiene el álbum, mientras que el lado del DVD contiene el sonido envolvente 5.1 y material adicional (galería de fotos, letras, biografía y discografía). De mayor interés es la película Reality, que no se conseguía de otra manera, con videos de larga duración de "Never Get Old", "The Loneliest Guy", "Bring Me the Disco King" y "New Killer Star" dirigida por Steven Lippman. Aproximadamente medio año después, esta edición se lanzó a nivel nacional en los EE. UU. y Canadá.

## Personal
- David Bowie – voz, guitarra, teclados, percusión, saxofón, stilófono, sintetizadores.
- Sterling Campbell – batería
- Gerry Leonard – guitarra
- Earl Slick – guitarra
- Mark Plati – bajo, guitarra
- Mike Garson – piano
- David Torn – guitarra
- Gail Ann Dorsey – coros
- Catherine Russell – coros

### Personal adicional
- Matt Chamberlain – batería en "Bring Me the Disco King" y "Fly".
- Tony Visconti – bajo, guitarra, teclados, voz.
- Mario J. McNulty – percusión adicional y batería en "Fall Dog Bombs the Moon".
- Carlos Alomar – guitarra en "Fly".

### Diseño
- Diseño de portada - Jonathan Barnbrook
- Ilustración- Rex Ray